# Лінарес (шаховий турнір)
Лінарес — щорічний міжнародний шаховий турнір. Проводиться з 1978 року, переважно в кінці лютого. Бере свою назву від міста Лінарес, провінція Хаен, автономна спільнота Андалусія, Іспанія, в якій він і проводиться.
Турнір в Лінаресі іноді називали шаховим Вімблдоном, адже він був одним із найсильніших щорічних турнірів із шахів, поряд з такими як: Вейк-ан-Зеє та Дортмунд. У 2006—2008 роках перша половина турніру проводилася в Морелії (Мексика).
У 2008—2010 рр. переможець турніру автоматично кваліфіковувався у фінал серії турнірів «Великого шолому», що проводився у Більбао (Іспанія).
У 2010 році був проведений останній турнір, переможцем якого став болгарин Веселин Топалов. Починаючи з 2011 року турнір не проводиться з фінансових причин.
Гаррі Каспаров є найтитулованішим шахістом Лінареса — 9 перемог.

## Переможці та призери
| № з/п | Рік  | Категорія | 1-місце                          | 2-місце              | 3-місце                 |
| ----- | ---- | --------- | -------------------------------- | -------------------- | ----------------------- |
| 1     | 1978 | V         | Ян Елсон                         | Роберто Дебарнот     | Хав'єр Окоча де Ечагуен |
| 2     | 1979 | IX        | Ларрі Крістіансен                | Віктор Корчной       | Мануель Рівас Пастор    |
| 3     | 1981 | XIII      | Анатолій Карпов                  | Ларрі Крістіансен    | Бент Ларсен             |
| 4     | 1983 | XV        | Борис Спаський                   | Анатолій Карпов      | Ульф Андерсон           |
| 5     | 1985 | XIV       | Любомир Любоєвич                 | Роберт Х'юбнер       | Лайош Портіш            |
| 6     | 1988 | XV        | Ян Тімман                        | Олександр Бєлявський | Артур Юсупов            |
| 7     | 1989 | XVI       | Василь Іванчук                   | Анатолій Карпов      | Любомир Любоєвич        |
| 8     | 1990 | XVI       | Гаррі Каспаров                   | Борис Гельфанд       | Валерій Салов           |
| 9     | 1991 | XVII      | Василь Іванчук                   | Гаррі Каспаров       | Олександр Бєлявський    |
| 10    | 1992 | XVII      | Гаррі Каспаров                   | Василь Іванчук       | Ян Тімман               |
| 11    | 1993 | XVIII     | Гаррі Каспаров                   | Анатолій Карпов      | Вішванатан Ананд        |
| 12    | 1994 | XVIII     | Анатолій Карпов                  | Гаррі Каспаров       | Олексій Широв           |
| 13    | 1995 | XVII      | Василь Іванчук                   | Анатолій Карпов      | Олексій Широв           |
| 14    | 1997 | XIX       | Гаррі Каспаров                   | Володимир Крамник    | Майкл Адамс             |
| 15    | 1998 | XXI       | Вішванатан Ананд                 | Олексій Широв        | Гаррі Каспаров          |
| 16    | 1999 | XX        | Гаррі Каспаров                   | Володимир Крамник    | Вішванатан Ананд        |
| 17    | 2000 | XXI       | Володимир Крамник Гаррі Каспаров |                      | Петер Леко              |
| 18    | 2001 | XIX       | Гаррі Каспаров                   | Юдіт Полгар          | Анатолій Карпов         |
| 19    | 2002 | XX        | Гаррі Каспаров                   | Руслан Пономарьов    | Василь Іванчук          |
| 20    | 2003 | XX        | Петер Леко                       | Володимир Крамник    | Гаррі Каспаров          |
| 21    | 2004 | XX        | Володимир Крамник                | Гаррі Каспаров       | Петер Леко              |
| 22    | 2005 | XX        | Гаррі Каспаров                   | Веселин Топалов      | Вішванатан Ананд        |
| 23    | 2006 | XX        | Левон Аронян                     | Теймур Раджабов      | Веселин Топалов         |
| 24    | 2007 | XX        | Вішванатан Ананд                 | Олександр Морозевич  | Магнус Карлсен          |
| 25    | 2008 | XXI       | Вішванатан Ананд                 | Магнус Карлсен       | Левон Аронян            |
| 26    | 2009 | XXI       | Олександр Грищук                 | Василь Іванчук       | Магнус Карлсен          |
| 27    | 2010 | XXI       | Веселин Топалов                  | Олександр Грищук     | Левон Аронян            |

## Багаторазові переможці та призери
| № з/п | Шахіст            | 1-місце | 2-місце | 3-місце | Разом | К-ть турнірів |
| ----- | ----------------- | ------- | ------- | ------- | ----- | ------------- |
| 1     | Гаррі Каспаров    | 9       | 3       | 2       | 14    |               |
| 2     | Василь Іванчук    | 3       | 2       | 1       | 6     | 15            |
| 3     | Вішванатан Ананд  | 3       | 0       | 3       | 6     |               |
| 4     | Володимир Крамник | 2       | 3       | 0       | 5     |               |
| 5     | Анатолій Карпов   | 2       | 4       | 1       | 7     |               |
| 6     | Веселин Топалов   | 1       | 1       | 1       | 3     |               |
| 7     | Левон Аронян      | 1       | 0       | 2       | 3     |               |
| 8     | Петер Леко        | 1       | 0       | 2       | 3     |               |